# Velika nagrada Esterel Plaga 1930
Velika nagrada Esterel Plaga 1930 je bila prva neprvenstvena dirka v sezoni Velikih nagrad 1930. Odvijala se je 3. marca 1930 v francoskem mestu Saint-Raphaël.

## Rezultati

### Dirka
| Poz | Št | Dirkač               | Moštvo    | Dirkalnik     | Krogi | Čas/Odstop |
| --- | -- | -------------------- | --------- | ------------- | ----- | ---------- |
| 1   |    | René Dreyfus         | Privatnik | Bugatti T35B  | 18    | 39:41,2    |
| 2   |    | J. Lumachi           | Privatnik | Bugatti T35B  | 18    | +2:30,4    |
| 3   |    | Marcel Boucly        | Privatnik | Tony Speciale | 18    | +6:15,4    |
| 4   |    | Stanislas Czaykowski | Privatnik | Bugatti T37A  | 18    | +6:19,2    |
| 5   |    | Bernard              | Privatnik | Rally SCAP    | 18    | +8:30,0    |
| 6   |    | Caisson              | Privatnik | Bugatti T35C  | 15    | +3 krogi   |
| 7   |    | Pierre Rey           | Privatnik | Peugeot       | 13    | +5 krogov  |
| 8   |    | Labbay               | Privatnik | Mathis        | 13    | +5 krogov  |
| Ods |    | Henny de Joncy       | Privatnik | Bugatti T37A  |       |            |
| Ods |    | Albert de Bondeli    | Privatnik | Bugatti T37A  |       |            |